# Naro (fiume)
Il Naro è un fiume della Sicilia occidentale. Ha uno sviluppo di 31 km e un bacino idrografico di 262,3 km². Il nome proviene dalla città di Naro nelle vicinanze della quale esso scorre.

## Corso del fiume
La sorgente del fiume è situata sul monte Bardaro (650 m s.l.m.) in C.da Porco Spino nel territorio di Canicattì. Successivamente il fiume attraversa i territori dei comuni di Naro, Favara e Agrigento ricevendo da destra i torrenti Iacono e Favara. Circa 2,5 km prima dello sbocco a mare il fiume riceve da sinistra il torrente Grancifone o fiume Burraito, uno degli affluenti principali. Tutti gli affluenti presentano un regime prettamente torrentizio.
Lungo il corso del fiume, a circa 20 km dalla foce è stata realizzata una diga artificiale: la diga San Giovanni, situata in località Stretta del Molino San Giovanni in territorio di Naro. Anche lungo il suo affluente principale, il torrente Grancifone, è stato realizzato un invaso artificiale denominato diga Furore esso si trova a circa 9,3 km dalla confluenza del torrente nel fiume Naro. Entrambi i bacini garantiscono oltre all'accumulo di acque per uso irriguo anche la funzione di laminare le piene a protezione dei terreni a valle di essi.
Il corso del fiume è a tratti incassato in gole profonde mentre in altri casi incide dolci colline. La foce è situata in località Cannatello nel territorio comunale di Agrigento, dove il fiume sfocia nel Mar Mediterraneo.

## Regime
Il fiume Naro presenta regime prettamente torrentizio, i periodi di massima portata sono solitamente quelli di massima piovosità da ottobre ad aprile, i periodi di minima invece sono quelli del periodo tra giugno ed agosto in cui si hanno anche lunghi periodi di siccità.